# Histoire de la Jeunesse sportive de Kabylie
Pour un article plus général, voir Jeunesse sportive de Kabylie.
Cet article retrace l'histoire de la Jeunesse sportive de Kabylie depuis sa création. Fondé en 1946. Après avoir commencé son existence en troisième division d'Alger (septième division), le club monte de 3 divisions avant le début de la Guerre d'Algérie en 1954. La fin de ce conflit en 1962 et le retour des compétitions n'interrompt pas l'ascension de la JSK qui arrive en première division en 1969 après son titre en deuxième division. Elle n'est jamais redescendue depuis. Avec 14 titres de champion d'Algérie, elle détient le record de titres obtenus.
Elle est tout aussi performante sur le plan africain avec 7 trophées remportés que sont deux Coupes d'Afrique des clubs champions en 1981 et 1990, une Coupe d'Afrique des vainqueurs de coupe en 1995, trois Coupes de la CAF d'affilée en 2000, 2001 et 2002 et une Supercoupe d'Afrique en 1982.

## Durant l'époque coloniale
La première rencontre de football en Kabylie se déroule à Tizi Ouzou, plus précisément à la caserne des tirailleurs située à l'ancien bordj turc, le 15 avril 1906. C'est la première fois que le nom de l'Olympique de Tizi-Ouzou apparaît dans un hebdomadaire local "Le Petit Kabyle". Cette association sportive qui obtient l'officialisation de ses statuts le 16 juillet 1908 au siège de la Mairie de Tizi-Ouzou, devient le premier club de football de toute la Kabylie. Les jeunes sportifs de cette nouvelle association adoptent les couleurs bleu ciel et blanc dans un premier temps, avant d'opter pour celles de tango et noir, couleurs de la société sportive d'athlétisme dénommé "Racing Club de Tizi-Ouzou" (créée par Léon Weinmann en 1914), lorsque celle-ci fusionne avec l'Olympique de Tizi-Ouzou. Les rencontres de football de ce nouveau club se déroulent à la caserne des tirailleurs et les entraînements au square de la sous préfecture. À cette époque, les autochtones sont plus ou moins acceptés au sein de cette association sportive, qui représentent à leur yeux plus un moyen de nourrir leurs familles qu'un passe-temps pour le sport ou le loisir.
Durant la Première Guerre mondiale, les activités sportives s'arrêtent un temps afin de soutenir l'effort de guerre, de nombreux hommes issus de l'arrondissement de Tizi-Ouzou s'engagent alors sur le front. À la fin du conflit, les membres de l'Olympique de Tizi-Ouzou s'organisent pour la reprise des activités sportives. Parallèlement une nouvelle association sportive apparaît à son tour, le Red Star Tizi-Ouzien (RSTO). Cette nouvelle société créée à l'initiative de jeunes indigènes, et empruntant son nom au célèbre club parisien du Red Star, organise quelques rencontres de football durant l'année 1918. Les initiateurs de cette nouvelle société tentent de susciter de nouvelles adhésions, mais les jeunes tizi-ouziens adhèrent principalement pour les olympiens. Face à ce manque d'engouement, le Red Star se voit contraint d'abandonner son projet.
Cette tentative de création d'un club sportif par des autochtones sera suivi par d'autres tentatives sur le territoire algérien à partir des années 1920. Ainsi des sociétés à but sportif, culturelle et éducatif font leur apparition à l'instar du MC Alger, du CS Constantine, de l'USM Oran, de l'USM Bel-Abbès et bien d'autres encore. Cette période coïncide également avec le réveil du nationalisme algérien et la création d'associations politiques telles que l'Étoile Nord Africaine (1926-1936), l'Association des Ulâma (1931-1956), le Parti du Peuple Algérien (1936-1939), etc.
Parallèlement, à Tizi-Ouzou, Arsène Weinmann est porté à la tête de la municipalité en 1921. Le nouveau maire de la ville amorce les travaux de terrassement pour la réalisation d'un stade municipal avec le concours de l'armée, durant la première année de son mandat. Les travaux dureront trois ans et en juin 1925, à l'occasion des fêtes de la ville, des rencontres de football sont organisées dans le nouveau stade. Toutefois l'inauguration officielle de la nouvelle structure portant le nom du maire en son honneur pour sa contribution à la réalisation de celle-ci, s'effectue le 10 avril 1927 et ce en présence de l'Olympique de Tizi-Ouzou et du Cercle des Sports Algérois.

### Le Rapid Club de Tizi-Ouzou (1929-1932)
Dans les années 1920, les jeunes kabyles de la ville de Tizi Ouzou, qui s'adonnaient à la pratique du football dans les rues, avaient organisés un mini championnat inter-quartier sous la houlette d'Ahmed Astouati, chargé de l'organisation administrative. Chaque quartier de la ville possédait sa propre équipe, ainsi participaient à ce championnat les quartiers de: Aïn Hallouf, Lalla Saïda, Tazegourt, Ihammoutène, Zellal et Tabnahlit.
C'est de ces quartiers, qu'un groupe de jeunes qui aspirait à changer leur quotidien sportif, émit l'idée de la création d'un nouveau club de football. Ceux-ci désiraient connaître d'autres sensations que ceux ressentit par les sociétaires de l'Olympique, un club inaccessible à leurs yeux. L'enthousiasme qu'avait ce groupe de jeunes à prouver à tous leurs valeurs, formèrent une sélection des meilleurs joueurs de leurs quartiers. Cette équipe était composée: des frères Mesbahi Saïd et Ramdane, des frères Rafaï Mohamed et Hocine, Harchaoui Omar, Zemirli Saïd, Souibes Rabah, Loukab Mohamed, Mekacher Amar, Boussad Ouamar, Mammar Mohamed, des cousins Hammoutène Abderazak et Mohamed, Belhadj Khelifa, Chabaraka Ahmed, Assas Hocine; regroupés tous autour de leur capitaine et doyen Seghir Mohamed âgé de seulement vingt ans.
Au début de l'année 1929,

### Les débuts sportifs de la JSK (1946-1954)

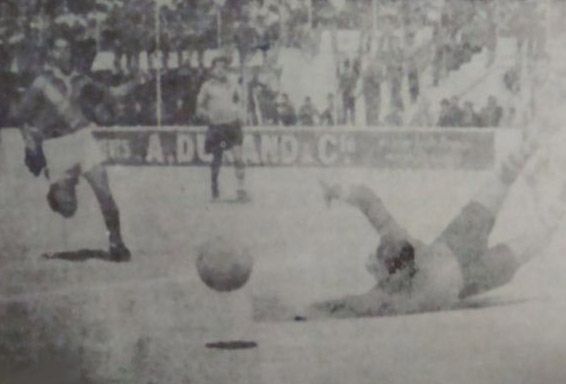
But de la JS Kabylie lors du match barrage perdu 1-4 pour l'accession en 1re division face à l'OMSE; image tirée du journal Champion, 1949

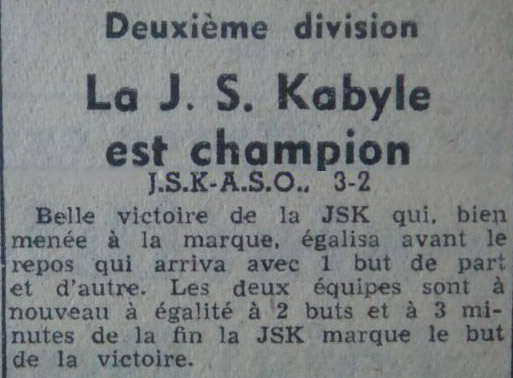
Article du quotidien sportif disparu Champion sur la victoire de la JS Kabylie en championnat de 2e division. 13 avril 1950.

L'année 1946, voit donc les débuts sur le terrain de la JS Kabylie à Tizi Ouzou. À l'époque, c'est l'Olympique de Tizi-Ouzou, autre club colonial, qui jouissait de tous les privilèges dans la ville de Tizi Ouzou.
Néanmoins, le club s'étant affilié à la fédération, entre dans le football algérien par la troisième division d'Alger, composée de 28 équipes (équivalent du septième niveau national). La JSK entraînée par Ali Benslama fera sensation dès le début de saison, enregistrant victoire après victoire. Elle ne sera défaite qu'une seule fois face à l’AS Dellys, et ne connaîtra que deux matchs nuls, les deux contre le Bouira AC. Les 13 autres matchs seront des victoires obtenues notamment contre la JS Alma, la JS Aumale, le RC Fondouk ou encore le GS Rovigo. En finissant, troisième du championnat, la JSK connaît sa première accession en division supérieure.
Elle évolue ensuite, durant la saison 1947-1948 dans le groupe A de la deuxième division d'Alger (équivalent du sixième niveau national). Le club se maintiendra à l'issue de la saison. Dans la coupe Forconi (l'équivalent de la Coupe d'Algérie de football appelée de nos jours Coupe du Dr Maouche) elle tombe au deuxième tour, le 9 septembre 1947 après avoir battu l’AS Rivet par quatre buts à zéro. Elle se fera cependant éliminée à la suite des réserves formulées par l’AS Rivet à propos du joueur Bouzar Boussad qui n’avait pas encore une année de licence Équipe B pour pouvoir évoluer en Équipe A.
L'année suivante, le club devient la coqueluche des médias sportifs de l'époque, c'est la révélation de la deuxième division.
« La JSK est la vedette de la 2e division … la JSK est installée solidement depuis le début de la saison dans le fauteuil de leadeur du groupe A qu’elle semble dominer… » Citation de l'article du quotidien sportif Champion, daté du 11 janvier 1949
Durant la phase aller, la JSK gagne cinq fois et perd deux matchs 1 buts à 0, contre la JSMA et l’US Ain-Taya. À noter, l'incident du 2 février 1949 durant le match JSK - RC Arba qui provoque une grosse bagarre générale à la fin du match. À deux jours de la fin de la compétition, le quotidien sportif Champion titrait déjà :
À la suite de la victoire face au SA Belcourt, le premier poursuivant compte cinq points de retard. Lors de la dernière journée, la JS Issers est battue 4-1 et la JSK gagne son groupe. Cependant, pour accéder la division supérieure, il faut disputer des play-off (barrages), et éviter la dernière place d'un groupe de 4 équipes, composé outre la JSK du GSA Hydra, de l’OM Saint-Eugène, et du WA Boufarik. Mais, en perdant les 3 matchs, le club échoue et doit repartir en 2e division d'Alger.
Lors de la saison suivante, le club finira de nouveau premier de sa poule. Cette fois-ci, la JSK gagne les play-offs de montée, ce qui lui permet de gagner le titre de champion de deuxième division de la ligue d'Alger et ainsi d'être promu en première division de la ligue d'Alger.
La saison 1950-1951, la première dans le championnat de la première division de la ligue d'Alger (cinquième niveau national), est couronnée par une deuxième place au classement qui permet au club de disputer des barrages de montée, barrages où la JSK échoue.
Les deux saisons suivantes seront conclues en milieu de tableau.
La saison 1953-1954, qui est la quatrième saison de présence de la JSK dans la division permet au club de remporter le championnat de division une, et par la même occasion d'accéder en catégorie pré-honneur.
Cette même année marque le début du conflit en Algérie, entre le FLN revendiquant l'indépendance de l'Algérie et la France souveraine du territoire.
Comme la plupart des associations sportives kabyles, la JSK va cesser toutes ses activités durant la période du conflit entre les années 1954 et 1962, à la suite de l'appel du FLN.

## Après l'indépendance (1962-2010)

### Vers la première division (1962-1969)

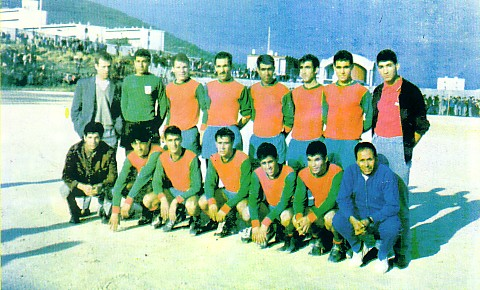
Photo de la composition de l'équipe de la JS Kabylie du 12 mai 1968, lors d'un match de championnat contre le Hydra AC. Match qui a vu la victoire de la JSK 4 à 0.
De Gauche à Droite:
Debout: Terzi, Sedkaoui, Terzi, Haouchine, Karamani, Djezzar, Aït-Amar, Berkani.
Assis: Rafaï, Derridj, Djerzar, Kouffi, Kolli, Ouahabi et Benfaddah (entraîneur joueur).

Au lendemain de l'indépendance en Algérie, les associations sportives reprennent les chemins des terrains
La JSK reprendra donc la compétition en pré-honneur, durant la saison 1962-1963 le club finit 2e de son groupe.
L'équipe, accède donc en division d'honneur durant la saison 1963-1964, et continue son apprentissage.
Le club pour sa première saison assure difficilement son maintien en terminant huitième.
Durant les trois saisons suivantes, le club joue les premiers rôles en terminant les trois fois dans les cinq premiers de la division, mais sans finir à la première place qui lui permettrait d'accéder au national deux.
Grâce notamment aux joueurs Kolli, Kouffi, Karamani, Ouahabi, Derridj, le club finit par remporter le championnat de division d'honneur lors de la saison 1967-1968 et accède donc au championnat d'Algérie de deuxième division.
La saison 1968-1969 voit la promotion de la JSK en première division, accompagnée du titre champion de national deux.
Le club aura mis 15 saisons pour accomplir les 6 montées qui la mène en première division algérienne.

### L'apprentissage et les premiers titres (1969-1977)
Pour sa première apparition en première division, la JSK réalise un parcours honorable en terminant à la sixième place pour un promu. Depuis leur accession en première division, durant cette saison 1969-1970, la JSK, n'a jamais connu la relégation. On considère que le club rival de la JSK, le MCA, comme le doyen du championnat à juste titre parce qu'il est le plus ancien. Mais celui-ci a connu la relégation plusieurs fois dans son histoire.
L'année suivante, la JSK est entraînée par Abdelaziz Ben Tifour, un ex joueur de football international français et finit à la septième place du championnat.
Pour la saison 1971-1972, la JSK nomme au poste d'entraîneur Abderrahmane Boubekeur, ancien gardien de but international algérien, qui fait terminer le club à la neuvième place du championnat, deux points seulement au-dessus de la zone de relégation.
L'année suivante, la direction du club décide de faire confiance à un étranger, le roumain Virgil Popescu pour la saison 1972-1973. En plus d'être le premier entraineur étranger de cette équipe, il réussit l'exploit de faire gagner pour la première fois le championnat de première division au club avec soixante-neuf points au compteur grâce notamment à un parcours exceptionnel à domicile (12 victoires et 3 défaites). À préciser aussi que le club à cette époque avait changé de nom et se nommait JS Kawkabi (Jamiat Sari' Kawkabi), en raison d'une réforme du président algerien Houari Boumedienne qui interdisait aux clubs de comporter un nom de région dans leur dénomination.
La saison suivante 1973-1974, le club n'est plus entraîné par Popescu, un autre roumain Petre Mindru le remplaçant. Le club réalise le doublé en terminant l'exercice de la compétition avec soixante-dix points au compteur; un point devant le Mouloudia Olympique de Constantine. Elle gagna le Trophée des champions 1973, au début de la saison.
Les deux saisons suivantes seront mitigées. La première sera décevante. En effet, le club consomme la même saison, trois entraîneurs : le roumain Bazyl Marian, le français Christian Banjou et Amar Rouaï (ex joueur du SCO Angers). Ce championnat est terminé à la septième place. Quant à la saison 1975-1976, qui a vu le club rival, le MCA, remporter la coupe d'Afrique des clubs champions, le club terminera à la troisième place en utilisant deux entraîneurs déjà passés par le club (Christian Banjou puis Abderrahmane Boubekeur).
La saison 1976-1977 contrairement aux deux précédentes sera une réussite. Cette année, l'équipe est d'abord entraînée par un entraîneur hongrois André Nagy puis par Mahieddine Khalef ex-joueur du club en duo avec Djaâfar Harouni. Le club est sacré champion avec soixante-six points notamment grâce à un parcours sans faute à domicile (11 victoires et 2 défaites) et aux deux victoires obtenues contre son dauphin le CR Belcourt. L'attaquant Mokrane Baïleche, terminera meilleur buteur de la compétition avec un total de vingt buts.
En remportant la Coupe d'Algérie, face au MA Hussein Dey, le club s'adjuge son premier doublé coupe-championnat.
À noter, que la finale de cette coupe d'Algérie sera marquée par un incident, particulier à la situation politique algérienne, en l'occurrence avec le président algérien Houari Boumedienne qui se verra hué et insulté, tandis que l'hymne national algérien sera sifflé et doublé de chants patriotiques kabyles. Cet événement, en plus d'être directement à l'origine de la fameuse réforme sportive algérienne, qui changera le nom de tous les clubs (et ce dans le but inavoué de faire disparaitre le mot kabylie du nom du club), marquera le début du phénomène de la JSK comme symbole et porte drapeau de l'opposition politico-culturelle kabyle.

### L'ère Khalef et Zywotko (1977-1989)
Pendant la saison 1977-1978 l'équipe change donc une nouvelle fois de nom, s'appelant cette fois ci JE Tizi-Ouzou (Jeunesse Électronique de Tizi-Ouzou).
Pendant l’inter-saison, Stefan Zywotko remplace Djaâfar Harouni en tant que coentraîneur du JE Tizi-Ouzou, Mahieddine Khalef restant en place. La JSK termine à la deuxième place du championnat en 1977-1978, un point derrière le MC Alger rebaptisé Mouloudia des pétroliers d’Alger à cause de la réforme du sport algérien. Les deux défaites face à ces derniers pesant dans la balance.
Le championnat suivant s'achèvera de la même façon, un point derrière le MPA malgré une victoire et un nul face à eux. Cette saison 1978-1979, laissera un goût d'inachevé à la suite de la défaite 2-1 en finale de la coupe d'Algérie face au MA Hussein Dey, qui réussit à prendre sa revanche de la finale perdue de 1977 (sur le score de 2-1 également), date du premier sacre en coupe d'Algérie du club. Sur le plan international, la JET dispute sa première Coupe des clubs champions à la suite de son titre de 1977. Elle est opposée lors de son entrée en lice au club libyen de l'Al Tahaddy Benghazi, cet obstacle est passé facilement (1-0 à domicile et 2-0 à l'extérieur). En quart de finale, la JET gagne le match aller 3-2 face au club zaïrois de l'AS Vita Club mais perd 1-0 au retour, elle est donc éliminée avec la règle des buts à l'extérieur.
La saison 1979-1980, le club confirme la tendance de ces dernières années à accaparer les premières places du classement du championnat. Pour la cinquième année de suite le club se retrouve parmi les trois premiers du championnat, accentuant sa présence dans l'élite en tant qu'équipe redoutable et redoutée. La JE Tizi Ouzou (JSK), terminera à la première place du championnat, devenant champion d'Algérie de football pour la quatrième fois de son histoire. Elle le réalise en terminant l'exercice avec un record personnel de soixante-treize points.
En 1980, le club change de stade pour se déplacer du stade Oukil Ramdane vers le stade du 1er novembre 1954.
Pour la sixième année consécutive, la JSK termine sur le podium du championnat, lors de la saison 1980-1981, termine pour la troisième fois de son histoire à la deuxième place du championnat avec soixante-quatre points au compteur, un point derrière le RS Kouba dans un championnat très serré (les trois premiers se tenant en deux points) et entame bien la coupe des clubs champions africains avec la qualification du club en quart de finale (éliminations successives de l'Al-Ahly Tripoli et du FC Horsed). La compétition est en décalage avec le championnat car les phases finales n'ont lieu qu'à la fin de l'année et non pas en fin de saison comme en Europe (particularité du climat africain dont les fortes chaleurs contraignent les clubs à jouer les phases finales en hiver).
Lors de la saison 1981-1982, la JSK (qui se nomme toujours à cette époque JE Tizi-Ouzou), termine la saison à la première place du classement avec soixante-dix points au compteur. Ce titre de champion s'accompagnera de la Coupe d'Afrique des clubs champions, face au club congolais de AS Vita Club (4-0 à domicile, 1-0 à l'extérieur).
Le club qui avait disposé du Dynamos FC Harare en quart de finale, avait profité du forfait d'Al Ahly en demi-finale à la suite de l'assassinat du président égyptien Anwar Sadat pour accéder directement en finale. Le club rejoint son rival le MCA, seul club vainqueur à ce moment-là de cette compétition africaine. Forte de son titre de champion d'Afrique, la JET a eu donc le privilège de disputer le Tournoi de la Fraternité 1982, face au vainqueur de la coupe d'Afrique des vainqueurs de coupes, le club camerounais de l'Union Douala. Après la fin du temps réglementaire et des prolongations soldés par le score de deux buts partout, la JSK remporte la Supercoupe d'Afrique, aux tirs au but sur le score de quatre buts à trois.

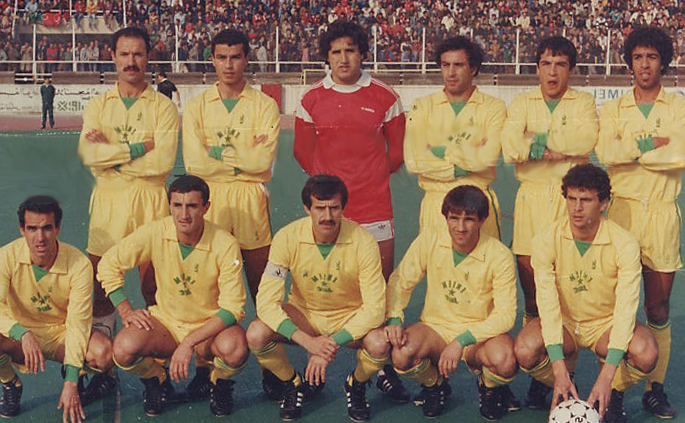
Image de l'équipe de la Jeunesse Électronique de Tizi-Ouzou en 1986
De Gauche à Droite :
Debout : Larbes - Adghigh - Amara - Heffaf - Sadmi - Belahcène
Assis : Bahbouh - Menad - Fergani - Abdeslam - Bouiche

L'année suivante le club réussit pour la deuxième fois de son histoire, à gagner deux fois de suite le championnat en terminant la compétition avec soixante-et-onze points. Il acquiert une nouvelle fois le statut de double champion d'Algérie en titre pour son sixième titre dans ce championnat.
La saison 1983-1984, est mitigée, car le club finit à la troisième place du championnat avec soixante-quatre points. En coupe d'Algérie, le club est éliminé en demi-finale par le futur vainqueur de l'épreuve, le Mouloudia Pétrolière d'Oran.
Lors de la compétition qui se déroula en 1984-1985, la JSK devient champion pour la septième fois de son histoire avec un total de quatre-vingt-sept points. Cette saison a vu la fin de l'édition 1984 de la Coupe des clubs champions africains. La JSK dispose successivement de l'équipe gabonaise du Real republicans (1-0 puis 2-1 à l'extérieur), puis du club bissau-guinéenn du Sporting Clube de Bissau (par forfait) et enfin du Dynamos FC Harare un club zimbabwéen (2-0, 0-2 a.p. 3-2 aux tirs au but). En demi-finale, c'est le Zamalek Sporting Club qui est opposé à la JSK. Malgré une victoire 3-1 à domicile, les jaues et verts s'inclinent 3-0 au retour et sont éliminés. À noter, que la défaite du club égyptien en Algérie est la seule concédée durant leur parcours victorieux cette année-là.
La saison 1985-1986, voit le club terminer la saison en champion pour la huitième fois et réalise pour la troisième fois de son histoire, l'exploit d'être sacré double champion d'Algérie, avec un résultat de quatre-vingt-dix-huit points au compteur. Grâce à sa victoire en finale 1-0 sur le WKF Collo, le club s'adjuge son deuxième doublé championnat-coupe d'Algérie. Pour terminer, Nacer Bouiche est sacré meilleur buteur du championnat pour la deuxième fois de sa carrière avec un total de 36 buts (record actuel pour un soulier d'or).
Le club subit un net recul la saison suivante, en terminant à la sixième place du championnat. C'est la première fois depuis 12 ans que le club kabyle finit hors du podium final.
La saison 1987-1988, la JSK fera mieux en terminant le championnat en temps dauphin, avec un total de points de trente-sept dans un championnat très serré qui voit la JSK terminer à 4 points du premier la Mouloudia Pétrolière d'Oran et seulement trois devant le premier relégable l'Entente plastique sétifienne pourtant tenante du titre.
La saison 1988-1989 vit surtout en fin d'année 1988, l'équipe de l'Entente sportive de Sétif (ex-Entente plastique sétifienne), remporter à son tour la coupe d'Afrique des clubs champions bien qu'ayant fini l'année en deuxième division. Cependant le championnat est dominé par la JSK, qui devient championne d'Algérie de football pour la neuvième fois de son histoire, avec un total de trente-sept points. Naçer Bouiche finit pour la troisième fois meilleur buteur du championnat avec 18 buts à son actif.

### La conquête de l'Afrique (1989-2003)
Le club glane lors de la saison suivante 1989-1990, son dixième titre de champion (4e doublé en championnat d'Algérie) avec un total de trente-neuf points. À noter que la coupe d'Algérie de football n'est pas organisée cette saison-là.
Lors de la saison 1990-1991, ce sera au tour de Nedjmeddine Belayachi, d'entraîner le club. L'équipe terminera le championnat pour la seconde fois lors des quinze dernières années hors du podium terminera en finissant la saison à la quatrième place. En coupe d'Algérie, l'USM Bel-Abbès prive le club kabyle d'un nouveau trophée en les battant 2-0 en finale.
La JSK, réalisera parallèlement, une saison de haute volée en compétition africaine. Pour la deuxième fois de son histoire, l'équipe remporte la Coupe d'Afrique des clubs champions, au cours de la fin de l'année 1990. Le club passe sans encombre le cap des seizièmes de finale en disposant 10-0 sue l'ensemble des deux matchs du club togolais de l'ASKO Kara. Ce sera la seule victoire à l'extérieur de la JSK dans la compétition. En effet, la JSK prendra l'habitude de faire la différence au retour dans le Stade du 5-Juillet-1962 d'Alger. L'Étoile du Congo est ainsi battue 2-0 au retour après le score nul 2-2 du match aller. Les AFC Leopards du Kenya seront battus 3-0 en quarts remontant ainsi le handicap de la défaite 2-1. En demi-finales, la JSK perd 1-0 au Ghana contre le club de l'Asante Kotoko Kumasi au match aller avant de renverser la vapeur au retour (victoire 2-0).
La finale est disputée contre le club zambien du Nkana FC. Après un match aller remporté à domicile sur le score de un but à zéro (pénalty de Mourad Rahmouni à la 47e minute), la JSK s'incline à la fin du temps réglementaire sur ce même score sur le terrain du Nkana FC (nommé à l'époque Nkana Red Devils), lors du match retour (un but d'Amos Bwalya à la 80e minute également sur pénalty). Après des prolongations vierges de buts, la JSK remporte le trophée au terme de la séance de tirs au but (5-3).
C'est pour l'instant le seul club algérien à avoir remporté deux fois la prestigieuse Coupe d'Afrique des clubs champions. À noter également, que lors de ses victoires dans cette compétition, il n'y eut jamais d'édition pour la coupe intercontinentale afro-asiatique (confrontation entre les vainqueurs des coupes d'Afrique et d'Asie des clubs champions), compétition qui manque au palmarès international de la JSK. Il n'y eut pas non plus d'édition de la supercoupe d'Afrique lors de la victoire de la JSK en 1990.
La saison 1991-1992 sera catastrophique, il s'agira même de la pire saison du club depuis sa présence en première division. En effet, la JSK échappe de peu à la relégation en terminant à la 13e place du championnat, avec un total de 26 points. Seule satisfaction, celle-ci remporta tout de même un titre, la Coupe d'Algérie. Il s'agit de là de sa troisième Coupe d'Algérie, remportée face à l'ASO Chlef sur le score d'un but à zéro. En remportant ce trophée, le club sauve sa saison catastrophique, en remportant à la fois un titre et une participation à la coupe coupe d'Afrique des vainqueurs de coupe.
L'année 1992-1993 la JSK renouera avec le haut du classement. Tout d'abord, la JSK s'adjugera un nouveau trophée national pour une nouvelle compétition apparue l'année précédente, à savoir la Supercoupe d'Algérie de football. En effet la JSK la gagnera face au MC Oran, après prolongations sur le score de 4-2 (deux buts partout à la fin du temps réglementaire). Ensuite dans le championnat, le club termine à la quatrième place du championnat, avec un total de trente-six points. Cette année-là, il n'y eut pas non plus d'édition de Coupe d'Algérie ; néanmoins, la JSK concourra en coupe d'Afrique une nouvelle fois. Il s'agira là de sa toute première participation en Coupe d'Afrique des vainqueurs de coupes. Le club réalisera un parcours honorable dans cette compétition en échouant en 1/4 de finale face au club ivoirien de l'Africa Sports National, futur vainqueur de l'épreuve, après avoir chuté lourdement à l'extérieur à l'aller sur le score de 4-0. La victoire à domicile au retour sur le score d'un but à zéro étant insuffisante.
La saison suivante, la JSK fera mieux en terminant à la troisième place du classement, avec un total de trente cinq points au compteur. Le club remportera cette même année, la Coupe d'Algérie de football 1993-1994. Il s'agira là de sa quatrième Coupe, la deuxième d'affilée remportée face au club de l'AS Aïn M'lila, sur le score de 1-0.
L'année saison suivante, sera l'une des plus belles du club. Le président de la JSK, Mohand Chérif Hannachi, fait confiance à l'entraineur Djaâffar Harouni, afin de driver l'équipe première. Il y a dans cette équipe, l'excellent joueur Djamel Menad, ancien international algérien qui remporta la Coupe d'Afrique des nations de football 1990 avec la sélection algérienne. Cette saison, le club termine en tête du championnat pour la onzième fois de son histoire, avec un total honorable de quarante points.
À la fin de l'année 1995, la JSK remporta pour la première et dernière fois de son histoire (étant donné que cette compétition n'existe plus), la prestigieuse C2, face au club nigérian de Julius Berger. Le trophée fut remporté au match retour sur le score de deux buts à un (2-1) à domicile après avoir fait match nul à l'extérieur à l'aller sur le score d'un but partout (1-1).
Les deux saisons suivantes seront mitigés. La JSK termine la saison 1995-1996 avec quarante-cinq points au compteur, à la cinquième place du championnat. La même année, le club manquera l'occasion de s'adjuger un autre trophée africain, à savoir la Supercoupe d'Afrique, en s'inclinant face au club sud africain Orlando Pirates, sur le score d'un but à zéro (1-0). Forte de son titre de champion l'année dernière lui donnant l'autorisation de jouer la Ligue des champions, la JSK réalisera un parcours fantastique, pour finalement s'arrêter en demi-finale face au club nigérian du Shooting Stars FC. Elle s'inclinera au match retour de la plus petite des marges sur le score d'un but à zéro (1-0) après avoir fait un match nul à domicile à l'aller sur le score d'un but partout.
Quant à la saison 1996-1997, elle n'a rien à voir avec la précédente. Dans le sens où la JSK usée de sa campagne africaine, n'aura pas l'occasion de se montrer en valeur et finalement malgré un total de point plus qu'honorable de quarante-et-un (41) points, le club terminera à une anonyme huitième place. Une saison de transition pour bon nombre d'observateurs du football algérien, mais surtout une saison à oublier.
Particularité du championnat de football algérien, en dépit d'un total de points de vingt-deux, la JSK finira à la troisième place du championnat lors de la saison 1997-1998. Le nouvel entraineur Kamel Mouassa, essayera d'inculquer à ses joueurs une culture de la gagne qu'il appris du charismatique Stefan Zywotko.
L'année suivante 1998-1999 enchaînant l'élan pris la saison dernière, le club finira à une remarquable deuxième place en échouant de peu de d'adjuger le titre, avec un total compteur impressionnant de cinquante-deux points. Seule consolation, le joueur Farid Ghazi, terminera meilleur buteur du championnat avec un total de dix-neuf buts. Autre déception, soulignant la frustration d'une saison à la fois réussie et manquée, qui aurait pu être ponctuée une nouvelle fois d'un prestigieux doublé coupe championnat ; la même saison le club perdra en finale de la Coupe d'Algérie. En effet, le club algérois de l'USMA vaincra la JSK sur le score sans appel de deux buts à zéro (2-0). Une saison donc plus que frustrante. Il s'agira là de son troisième échec en finale d'une coupe d'Algérie, après les éditions 1979 et 1991.
La saison suivante, 1999-2000 l'entraîneur de la JSK Kamel Mouassa est remplacé par un Bulgare du nom de Janko Guelov. Celui-ci ne fera pas mieux, car il emmènera la JSK à une décevante sixième place avec vingt_neuf (29) points au compteur seulement. En coupe d'Algérie, malgré un bon parcours, le club s'arrêtera en demi-finale, stoppé par le WA Tlemcen. Bien qu'ayant remporter le match aller deux buts à zéro, le match retour fut perdu sur un score lourd de quatre buts à zéro. Engagée en Coupe de la CAF, le club réalise un bon début de parcours au début de l'année 2000, à la fin de la saison.
L'entraîneur fut remercié au cours de l'année 2000-2001, et c'est Nedjmeddine Belayachi, qui le remplacera et qui sera charger de compléter la compétition en coupe de la CAF coïncident avec le début du championnat d'Algérie de football. Lors du championnat, les débuts sont timides et ne conviennent pas à la direction du club qui finalement opte pour le départ de Nedjmeddine Belayachi et le remplacera par Nacer Sandjak, ex-sélectionneur de l'équipe d'Algérie de football, au mois de novembre afin de préparer la finale de la Coupe de la CAF face au club égyptien Ismaily SC. Le 1er décembre 2000, à la suite du nul un but partout à l'aller en Égypte, la JSK à Alger en réalisant un autre match nul cette fois ci de zéro partout, remporte sa première Coupe de la CAF de son histoire conformément à la règle des buts inscrits à l'extérieur.
En championnat le club terminera à une prometteuse troisième place avec cinquante deux points au compteur ; seul point noir l'élimination en Coupe d'Algérie au stade des Trente-Deuxième-De-Finale (1/32èmes).
Fort de sa victoire en C3 et de sa troisième place en championnat le Club se réserve ainsi le droit de participer la saison suivante dans cette même compétition.
La saison suivante, 2001-2002, marquera un nouveau changement à la barre technique avec le retour de Kamel Mouassa. Celui-ci fera mieux que l'année précédente en termes de résultats. En effet, tout d'abord il réussit avec l'équipe l'exploit de conserver son titre africain de Coupe de la CAF, à la fin de l'année 2001 toujours coïncident avec le début du championnat d'Algérie. la JSK remporte la finale face au club tunisien de l'ES Sahel, certes après avoir perdu au match retour en Tunisie deux buts à un mais en ayant gagné à l'aller un but à zéro à domicile. Bénéficiant de la règle du but marqué à l'extérieur, la JSK remporte sa deuxième coupe de la CAF d'affilée, une performance rare au niveau international et rejoint le Real Madrid seul club à avoir remporté deux fois de suite une C3 dans son continent.
Il s'en est fallu de peu que le club remporte un improbable triplé, s'il n'avait pas échoué en demi-finale de Coupe d'Algérie face au WA Tlemcen de la plus petite des marges un but à zéro. De plus le club terminera à la deuxième place du championnat avec cinquante deux points au compteur ; néanmoins ce fut une bonne saison réalisé par la JSK.
L'année 2002-2003, le technicien français Jean-Yves Chay sera choisi pour driver l'équipe cette saison. Il succède à Kamel Mouassa, auteur d'une super saison l'an dernier à la tête de l'équipe. Cette saison-là, sera synonyme d'un nouveau record pour la JSK au niveau international. Le club remporte pour la troisième fois consécutivement la C3, Coupe de la CAF, cette fois-ci face au club camerounais du Tonnerre Yaoundé. La JSK perd le match retour au Cameroun sur la plus petite des marges un but à zéro sans conséquence puisqu'à l'aller l'équipe avait atomiser le club camerounais sur le score sans appel de quatre buts à zéro (4-0). C'est une performance remarquable à souligner étant donné qu'aucun club d'aucun continent dans le monde n'avait réussi jusqu'à présent à remporter trois fois consécutivement la C3 de sa confédération continentale de football.
Si au niveau continental tout se passe bien au niveau national en revanche c'est mitigé. Depuis neuf ans la JSK n'a plus gouter à l'ivresse d'un titre national, et ce ne sera pas encore cette saison que cela se produira.
Chaque année l'équipe va de désillusions en désillusions nationales, cette saison le club finira à la quatrième place de championnat avec quarante neuf points au compteur. Quant à la Coupe d'Algérie la JSK s'inclinera en quart-de-finale face au CR Belouizdad.
Finalement malgré ses gloires sur la scène continentale, la JSK n'a plus gagné de titre national depuis neuf ans. Cela n'enlève rien au prestige de la JSK qui ne cesse d'accroitre son influence dans un pays friand de victoires et d'exploits internationaux en matière de football, le sport roi.

### Le renouveau national (2003-2010)
Afin de redorer le blason du club sur les compétitions nationales, la priorité est axée sur le championnat, car il faut regagner des titres nationaux. Les dirigeants de la JSK font appel à Azzedine Aït Djoudi, pour diriger l'équipe en cette année 2003-2004. De plus, le club est engagé une quatrième fois de suite en Coupe de la CAF, en tant que champion en titre pour la troisième fois. Cependant, le parcours en coupe d'Afrique sera arrêté au terme des 1/4 de finale face au club camerounais Cotonsport Garoua en perdant au Cameroun deux buts à un (2-1) après avoir effectué un nul à domicile zéro partout (0-0). C'est une terrible désillusion pour le club habitué aux finales consécutives dans cette compétition. Toute bonne série a une fin et afin de ne pas s'attirer la spirale de malchance dans le championnat, la JSK se sépare de l'entraîneur et fait appel à Nacer Sandjak pour terminer l'exercice. L'intuition est bonne, car disposant d'un effectif de qualité, le club comble son retard pris à cause de la compétition africaine. La JSK terminera la saison en champion et remportera son douzième titre de champion d'Algérie en engrangeant soixante et un point (61) au compteur. C'est un titre important car elle n'avait plus remporté de titre national depuis neuf ans (1995-2004). La même année aurait pu être ponctuée d'un énième record avec un autre doublé Coupe d'Algérie de football, Championnat d'Algérie de football. L'équipe perd en finale de coupe d'Algérie face au club algérois de l'USM Alger, aux tirs au but (5-4), après un match nul zéro à zéro (0-0). Ironie de l'histoire, l'USM Alger club ayant connu des difficultés à la même époque que la JSK dans le championnat en limogeant son entraîneur avait par la suite engagé Azzedine Aït Djoudi. L'USM Alger sauve ainsi sa saison en barrant la route de la JSK sur un possible doublé. Une saison en demi teinte, frustrante, qui aurait pu se concrétiser par un grand chelem parfait mais une bonne saison tout de même, puisque le club gagne un titre de champion.
L'année 2004-2005 sera plus poussive dans le sens où comme à son habitude, la JSK se rend la saison difficile en débutant très mal la compétition nationale. Trois entraîneurs vont se succéder à la tête du club ; tout d'abord le président Mohand Chérif Hannachi fait confiance à Kamel Mouassa. Cet homme a déjà entraîné le club par le passé et l'a même emmené à l'un de ses sacres africains, la Coupe de la CAF en 2001. Le début de saison ne sera pas à la hauteur des ambitions du club qui s'en séparera rapidement. L'entraîneur est remplacé un temps par Moussa Saïb, ex-joueur du club, charger de remotiver l'équipe. Après une bonne série, le club enchaînera les contre-performances, qui se traduiront par une élimination prématurée en 1/32es de finale de la Coupe d'Algérie de football, ainsi qu'une élimination au premier tour de la Ligue des champions de la CAF face au club guinéen du Fello Star de la ville de Labé. Le président de la JSK fera cette fois-ci confiance à un entraîneur étranger pour terminer la saison, ce sera au tour de Christian Coste, entraîneur français et ex-joueur de football du Stade de Reims. L'équipe retrouve peu à peu son football et terminera fort en s'adjugeant la deuxième place du championnat cette saison avec 54 points au compteur. Autre motif de satisfaction démontrant le potentiel réel de l'équipe s'étant traduit cette saison par ce que considère les observateurs du football algérien comme étant un gâchis ; le joueur Hamid Berguiga terminera meilleur buteur du championnat avec une réalisation personnelle de 18 buts.
La saison suivante, 2005-2006, sera un copier coller de la saison précédente mais avec plus de réussites. Le club connaît des tracas que peuvent connaître toutes les grandes formations européennes en manque de résultats. Cette année aussi l'équipe connaîtra deux entraîneurs. Le premier est un belge du nom de René Taelman. Il est engagé pour poursuivre le parcours de la JSK en Ligue des champions africaine coïncidant avec le début du championnat. En terminant la saison l'année dernière bien que l'équipe ait été éliminée au premier tour, une autre édition a pris le relais et celle-ci réussit mieux à la JSK qui réalisa l'exploit au début de la saison 2005-2006, à se hisser en 1/4 de finale. Le règlement ayant changé, les clubs arrivés à ce stade de la compétition se disputent le prochain tour en deux poules de quatre équipes chacune. Ce palier semble inaccessible techniquement pour la JSK qui manque d'expérience dans ce nouveau format de la compétition et qui terminera quatrième de ce groupe. Les deux premières places étant les seules qualificatives pour la phase des demi-finales, le club est donc éliminé. L'entraîneur en fera les frais, et sera aussitôt remplacé par Jean-Yves Chay, bien connu du club pour avoir remporté avec l'équipe sa dernière Coupe de la CAF en 2002. L'équipe enchaînera les bons matchs et les bonnes performances, et s'imposera au terme de la compétition en champion d'Algérie pour la treizième fois de son histoire, avec pour cette saison 58 points marqués au compteur. En coupe d'Algérie, le parcours est admirable, puisqu'il atteindra le stade des demi-finales mais sera finalement stoppé par l'USM Alger, qui confirme être une véritable équipe de coupe. Autre satisfaction de la saison, le meilleur buteur du championnat est encore un joueur de la JSK, et c'est encore Hamid Berguiga qui pour la deuxième fois de suite s'adjuge ce titre honorifique, avec encore le même nombre de buts que la dernière fois, c'est-à-dire 18.
La saison estivale est un moment crucial pour une équipe engagée en Ligue des champions de la CAF au stade de la phase des poules, qui doit composer avec des joueurs émoussés par un titre de champion acquis de haute lutte. Cette année 2006-2007 n'est pas simple pour une équipe de la JSK présente sur tous les fronts, cependant dans la continuité du titre le président Mohand Chérif Hannachi fait confiance de nouveau à Jean-Yves Chay. En ligue des champions, le club terminera la phase de poule, avec une troisième place dans le groupe A avec 11 points au compteur, c'est mieux que la quatrième place de l'an dernier, mais cela signifie que la JSK échouera de peu aux portes des demi-finales de cette prestigieuse compétition. Le président Mohand Chérif Hannachi préférera se séparer avec Jean-Yves Chay, d'un comme un accord, juste avant le début du championnat. Il fera appel pour la première fois, à un Brésilien du nom de José Orriego pour driver l'équipe première. C'est un entraîneur uniquement connu en Amérique du Sud pour ses bons résultats en championnat du Brésil avec des équipes de milieu de tableau. L'expérience sera de courte durée, puisqu'il ne restera que pour trois matchs. En enchaînant des matchs nuls à domicile et une défaite à l'extérieur. Le début de saison est mauvais, et ne supportant pas la pression populaire qui entoure le club, José Orriego préfère quitter son poste. Pour la suite du championnat, on fait appel à un ancien de la maison pour avoir drivé l'équipe par le passé, Azzedine Aït Djoudi. La JSK finit le championnat à la deuxième du championnat pour la neuvième fois de son histoire, avec (52) points au compteur. En coupe d'Algérie, comme l'an dernier le club s'arrête en demi-finale face à l'USM Alger. Cependant, comme l'an dernier également, un joueur de l'effectif devient meilleur buteur du championnat, il s'agit de Cheikh Oumar Dabo, avec une réalisation personnelle de 17 buts.
L'année 2007-2008, le président du club décide pour cette saison de faire confiance à l'ancien joueur du club Moussa Saïb, afin de diriger l'équipe première. Cette saison encore, fort de son statut de vice-champion, la JSK débutera par le premier tour de la ligue des champions et participera donc à cette épreuve en coupe d'Afrique.
L'entraîneur dispose cette fois-ci d'un effectif de qualité. Certes le meilleur buteur de la saison dernière s'en est allé découvrir le championnat de ligue 2 française, il n'en demeure pas moins que le club détient une excellente base de joueurs ayant un vécu ensemble. S'appuyant sur cela, viendront se greffer d'autres joueurs talentueux, mais dont la plupart sont très jeunes. Pourtant, malgré le jeune âge de cette équipe, celle-ci fait des étincelles sur les terrains, infligeant même de sévères corrections face à des formations historiques.
La seule équipe capable de lui tenir la dragée haute, sera le champion sortant du dernier exercice, l'ES Sétif.
Le suspens du championnat restera entier, tant ces deux équipes sont très proches l'une de l'autre tout au long de la saison. Finalement, après un match perdu sur tapis vert par l'ES Sétif pour avoir refusé de jouer un match contre la JS Kabylie, le jour du match ; marquera un tournant décisif dans la saison.
Pourtant Sétif avait de quoi inquiéter la JSK, d'autant plus qu'elle venait de remporter la Ligue des champions arabes pour la deuxième année consécutive. Et ce sera donc la JSK, une fois de plus, que l'on verra sacrée Champion d'Algérie, pour la quatorzième fois de son histoire, accroissant plus que jamais son empreinte sur le Championnat d'Algérie de football.
Pour l'anecdote, ce sera encore un joueur du club qui terminera meilleur buteur de la saison. Il s'agit du talentueux Nabil Hemani, avec une réalisation personnelle de 16 buts. En ayant gagné le championnat, avec un total honorable de cinquante-neuf points (59) au compteur, la JSK recevra même les félicitations chaleureuses du président de la FIFA, accompagnées des mots cités à droite rendant ainsi hommage aux activités extra-sportives et sociales du club.
En Coupe d'Algérie, ce ne sera guère brillant. L'équipe tombe dans la séance des tirs au but, dès les 1/32es de finale, face à une équipe de division inférieure, le MC El Eulma, de la ville d'El Eulma. Cette défaite mettra fin à une belle série d'invincibilités de l'équipe.
En coupe d'Afrique, le bilan est mitigé. La JSK parvient à se qualifier pour le prochain tour de la ligue des champions mais verra son aventure s'arrêter dès les 1/8es de la compétition face au club camerounais de Cotonsport Garoua. Une défaite à l'aller au Cameroun, trois buts à zéro et une maigre victoire à domicile deux buts à un, ne lui permettront pas d'accéder à la poule des 1/4 de finale de cette compétition. Les observateurs du football africain et algérien, expliqueront cette baisse de niveau, car ne l'oublions pas, depuis deux ans la JSK jouait au minimum les Quarts ; par le manque d'expérience du jeune effectif.
Cependant, selon la règle de la compétition, toutes les équipes ayant échoué au stade des 1/8es de finale seront renversées en Coupe de la Confédération (Coupe de la CAF).
Après une très bonne saison en championnat, avec à la clef un titre de champion, Moussa Saïb profitera de l'inter-saison, pour s'en aller sans renouveler son contrat. Durant l'exercice, il fut contacté par des dirigeants saoudiens voulant l'enrôler dans un club en tant qu'entraîneur.
Il ne poursuivra donc pas l'aventure, pour une nouvelle saison qui débuterait avec une compétition africaine à terminer en Coupe de la CAF et s'en ira donc appâté par l'appât du gain, en Arabie saoudite, au grand dam des supporters kabyles.
À l'inter-saison, la JSK qui vient d'être sacrée championne d'Algérie, et qui est encore en lice en Coupe de la CAF (du fait qu'elle ait été renversée dans cette compétition après son échec en huitième-de-finale de Ligue des champions de la CAF) ; se retrouve sans entraîneur. Moussa Saïb, étant parti vers l'Arabie saoudite, le président Mohand Chérif Hannachi, charge son adjoint, le bien connu Mahieddine Khalef, de lui trouver un remplaçant. La piste nationale n'aboutissant pas, c'est la piste étrangère qui est privilégiée. Khalef propose donc au président, le technicien roumain Alexandru Moldovan. Celui-ci est inconnu en Europe, mais il aurait été l'entraîneur du club marocain Raja de Casablanca. Il est surtout connu pour être un bon préparateur physique, ce dont avait besoin le club à la suite de la fatigue accumulée des compétitions, et surtout en prévision de l'arrivée du mois sacrée du ramadan. Durant un mois, l'entraîneur s'attelle au travail physique avec deux stages de préparations. Les résultats des matchs amicaux ne sont guère concluants, d'autant plus qu'une échéance approche celle des premières rencontre de la poule des 1/4 de finale de la Coupe de la CAF. Malgré cela, Moldovan gagne son premier match avec la JSK face au club camerounais du nom de Astres FC, de la ville de Douala, à l'extérieur sur le score d'un but à zéro, son seul fait d'armes. Un mois et demi après sa nomination à la tête du club, Moldovan démissionne de son poste d'entraîneur. Selon ses dires, la présidence du club n'était pas en accord avec lui sur la discipline à employer envers les joueurs. Car lors du stage au Maroc du club, celui-ci se serait énervé contre le gardien de but de cette équipe Fawzi Chaouchi, et aurait décidé de l'écarter. Une autre rumeur s'est éparpillée chez les supporters, qui dit que le président Mohand Chérif Hannachi n'ayant besoin que d'un préparateur physique, aurait demandé ses services, pour ensuite se passer de lui à la fin de la préparation et prendre un entraîneur d'un autre calibre que cet inconnu. Quelle que soit la vérité de ces faits, le club se retrouve encore sans entraîneur. Cette fois-ci afin de ne pas s'attirer le mauvais sort, le président revient sur ses choix sur le territoire et laisse tomber la piste de l'étranger. Ce sera finalement au tour d'Azzedine Aït Djoudi, que le club avait connu par le passé, d'aider l'équipe en ce début de saison difficile. Les résultats des premiers matchs de championnat ne sont guère convaincants. L'équipe enchaîne les contre performances à domicile en partageant les points avec les équipes visiteuses, et quant à l'extérieur, cela varie entre match nul et défaite. De plus, comme le club est engagé en Coupe de la CAF, certains match du championnat sont décalés et la fatigue accumulée des déplacements lointains en coupe d'Afrique peuvent expliquer ce début de championnat mal négocié.
Cela dit sur la scène africaine, les matchs qu'il faut gagner à domicile, la JSK les remporte et en raison de son bon parcours, le club décidera alors de se concentrer uniquement sur cette compétition et reprendra plus tard le championnat.
À la fin de la phase de poule des 1/4 de finale de cette compétition africaine, on s'aperçoit que la poule B dont fait partie la JSK, est très serrée. Seules deux clubs ont la possibilité à la dernière journée sur le dernier match de se qualifier pour la finale de cette compétition. Cette année l'ancien règlement de la Coupe de la CAF a encore lieu, et seuls les deux premiers de chaque poule pourront s'affronter en finale sur un match aller et retour. La JSK fait partie de ces deux équipes au coude à coude dans cette poule B, et finalement, en Tunisie, sur la dernière rencontre, dans les derniers instants, peu aidée par un « arbitrage maison », la JSK s'inclinera face à l'ES Sahel sur le score de deux buts à Zéro. L'ES Sahel empochera de justesse le ticket pour la finale avec 10 points au compteur. La JSK qui était leadeur de la poule avant ce match terminera à la troisième place avec 9 points au compteur le même nombre de points que le deuxième Al Merreikh Omdurman club soudanais basé à Omdurman.
L'entraîneur, très attristé par cette défaite, et critiqué par les supporters qui savaient que le club passait à côté d'un exploit en Coupe d'Afrique, recevra le soutien de son président.
Autre nouveauté cette année, l'Afrique du Nord tout entière redécouvre les compétitions régionales internationales. En effet, l'Union nord-africaine de football décide de remettre au goût du jour la Coupe du Maghreb des clubs champions et la Coupe du Maghreb des vainqueurs de coupe compétitions phare des années 1970-1980. Cependant, ces deux compétitions prendront pour nom Coupe nord-africaine des clubs champions et Coupe nord-africaine des vainqueurs de coupe.
La JSK, forte de son statut de championne d'Algérie, est automatiquement qualifiée en Coupe d'Afrique du Nord des clubs champions, mais également en Ligue des champions arabes, autre compétition dont les premiers des championnats arabes sont qualifiés pour participer à cette compétition internationale arabe. Les dirigeants de la JSK avaient annoncé que le club jouerait la Ligue des champions arabes, mais se rétractèrent au dernier moment prétextant qu'ils préféreraient jouer la Coupe d'Afrique du Nord. On peut comprendre les dirigeants et les plus vieux supporters du club, car c'est une compétition manquant au palmarès du club, d'autant plus qu'il disputa une finale perdu de la défunte compétition Coupe du Maghreb des clubs champions, face au club tunisien Club africain, lors de la saison 1973-1974.
Après le ras-le-bol psychologique de l'entraîneur de la JSK, celui-ci démissionnera et laissera son poste vacant. Moussa Saïb qui s'est fait rejeter d'Arabie saoudite où ses résultats n'ont pas plu aux dirigeants du club saoudien, voulut revenir auprès de la JSK. Finalement, ce sera au français Jean Christian Lang de tenter l'expérience au club avec en ligne de mire une autre coupe d'Afrique.
La JSK enchaînera donc dans la foulée, une autre compétition internationale, à savoir la coupe d'Afrique du nord des clubs champions. Elle débute en demi-finale face au club marocain des FAR de Rabat. Après une courte défaite un but à zéro au Maroc à l'aller, la JSK concédera le match nul à domicile la privant de finale. Elle partagera néanmoins la troisième place en réalisant le match nul face au club libyen Al Ittihad Tripoli.
Le club touchera le fond, complètement en perdant en coupe d'Algérie dès les Trente-Deuxième-De-finale face à l'ASO Chlef.
En pointant à l'avant-dernière place du championnat au mois de janvier, la JSK effectuera une remontée spectaculaire.
L'entraîneur français, Jean Christian Lang, essayera d'inculquer une culture de la gagne à son équipe afin de l'empêcher de sombrer. L'esprit est là, et au terme de la saison malgré une élimination rapide au tour préliminaire de la Ligue des champions de la CAF également au mois de février, la JS Kabylie terminera la saison 2008-2009, à la deuxième place du championnat pour la dixième fois de son histoire avec 59 points au compteur, juste derrière l'Entente sportive de Sétif 62 points. Cette magnifique remontée n'avait pu être possible qu'au terme d'une incroyable série de onze match sans défaite consécutive.
Autre fait marquant de cette saison, l'année dernière la Kabylie était au sommet du football algérien, avec une victoire en Coupe d'Algérie de l'autre club kabyle la JSMB, et la première place en championnat d'Algérie de la JSK. Cela aurait pu augurer une belle Supercoupe d'Algérie de football entre ces deux formations, pour un inédit derby kabyle à ce niveau national. Il en fut autrement car la JSK engagée en coupe d'Afrique avec un calendrier chargé, refusa de participer à cette compétition et d'un comme un accord, les deux formations firent l'impasse sur ce trophée qui aurait pu garnir leur vitrine et accroître le prestige du football kabyle.
À noter également que la JSMB participa à la Coupe d'Afrique du Nord des Vainqueurs de Coupes et qu'elle s'inclina en finale face à l'ES Tunis, club tunisien.
La saison 2009-2010 débute par un mercato surprenant, 70 % de l'effectif est remanié.

## La JSK dans l'ère du professionnalisme (2010-)

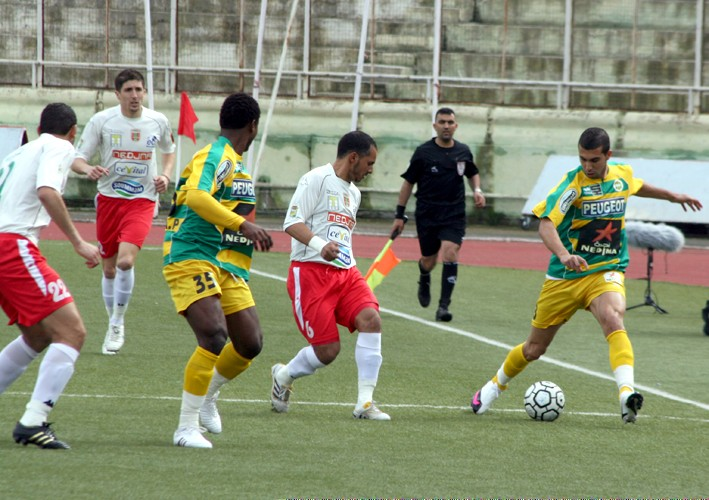
Match JS Kabylie-JSM Béjaïa du 27 2 2010 au Stade du 1er novembre.

Il a été décidé par la ligue nationale de football algérien et la fédération algérienne de football, de professionnaliser le championnat d'Algérie de football, à partir de la saison 2010-2011. Ainsi tous les clubs algériens de football qui bénéficier jusque-là du statut de club semi-professionnel, vont acquérir la nomination professionnel dès cette saison. Et donc la JSK entre dans une nouvelle dimension, à la hauteur de ses ambitions.
Le président de la FAF, Mohamed Raouraoua, ne cesse de parler depuis son investiture à la tête de Fédération en avril 2009 du professionnalisme, promettant un nouveau mode de gestion basé sur la rigueur et le sérieux, surtout que le football a touché le fond ces dernières saisons, à cause des gestions catastrophiques des clubs qui n’ont pu aller de l’avant et restaient à la traîne par rapport aux clubs des pays voisins qui ont connu une avancée extraordinaire, devenant des clubs professionnels à part entière, ce qui leur permettra, d’ailleurs, d’accroître leur domination sur le continent africain. C’est le cas des clubs tunisiens de l’Espérance sportive de Tunis, de l’Etoile sportive du Sahel, en plus du CS sfaxien, qui est également devenu ces dernières années un des clubs les plus en vue, grâce à victoire finale en Ligue des champions arabes et en Coupe de la CAF. Il ne faut pas oublier aussi les égyptiens qui disposent des clubs les plus structurés et cela a eu son effet pour des clubs comme Al Ahly SC et le Zamalek, qui à eux deux disposent du plus gros des titres africains. Raouraoua veut donc arriver à créer cette élite qui regroupera uniquement les clubs capables, selon un cahier des charges dûment établi, de jouer dans ce championnat professionnel. Le président de la FAF a souligné qu’il est prêt à lancer ce championnat professionnel quitte à ce que cela soit avec un nombre réduit de clubs qui ne dépasserait pas les douze. Pour lui, il est important que les clubs qui disposent des moyens adéquats seulement soient triés et sélectionnés pour faire partie de cette ligue professionnelle. Tout club doit disposer d’un stade qui serait homologué par la FAF, mais aussi par la CAF, pour qu’il puisse abriter les rencontres internationales et notamment les matchs de C1 ou C3 africaine. Le club professionnel devrait disposer aussi de certains moyens financiers qui lui permettront de faire ses déplacements, en Afrique notamment. Il y a aussi la nécessité de mettre à la disposition des clubs visiteurs, et surtout en coupes africaines, un hôtel de haute facture et qui serait au moins un quatre-étoiles. Tout cela est fait pour permettre une bonne organisation à l’occasion de compétitions internationales.
La FIFA a donné 2011 comme dernier délai pour que les clubs deviennent professionnels, sans quoi ils ne pourront plus participer aux compétitions internationales. En Algérie, la FAF fait pression sur les clubs afin de concrétiser le projet du football professionnel avant la date butoir fixée par la FIFA, un des fruits de cette pression est le projet entre le CR Belouizdad et le NA Hussein Dey qui a pour nom Nasr Chabab El Bahdja.
Elle met fin à 10 ans de disette en remportant la Coupe de la Ligue en 2021 (rajoutant une nouvelle ligne à sont palmarès).